# 格鲁吉亚国家档案馆
格魯吉亞國家檔案館（羅馬化：sakartvelos erovnuli arkivi）為格魯吉亞的國家檔案館，位於首都第比利斯，隸屬於格魯吉亞司法部。國家檔案館保存書面文件、電影文件、照片和音訊記錄，總計超過500萬件展品。檔案館保存的展品可以追溯到9世紀至21世紀，包括各地區的歷史、近代史、影音檔案及地方檔案。

## 歷史
1920年4月23日，喬治亞民主共和國政府通過的《建立格魯吉亞共和國中央科學檔案館法》，奠定了格魯吉亞現代檔案館的基礎。
2006年，檔案館的規模擴大到包括格魯吉亞中央歷史檔案館和庫塔伊西國家檔案館（也稱為庫塔伊西國家歷史檔案館）。

## 外部連結
- 格鲁吉亚国家档案馆 （页面存档备份，存于）
- Christopher Markiewicz and Nir Shafir (编). . Hazine: a Guide to Researching the Middle East and Beyond. 2014  [2024-04-10]. （原始内容存档于2023-03-29）.